# Ramonh
El Ramougn o pic Ramougn és una muntanya de 3.011 m d'altitud, amb una prominència de 60 m, que es troba al maqssís de Nhèuvièlha, al departament dels Alts Pirineus (França). El pic porta aquest nom en honor del pirineista Louis Ramond de Carbonnières, igual que al pic de Soum de Ramond. Ramougn és la promunciació de Ramond en gascó.